# Hogna agadira
Hogna agadira este o specie de păianjeni din genul Hogna, familia Lycosidae. A fost descrisă pentru prima dată de Roewer, 1960.
Este endemică în Morocco. Conform Catalogue of Life specia Hogna agadira nu are subspecii cunoscute.